# اس‌اس فازیلکا
اس‌اس فازیلکا (به انگلیسی: SS Fazilka) یک کشتی بود که طول آن ۳۶۶ فوت (۱۱۲ متر) بود. این کشتی در سال ۱۸۹۰ ساخته شد.